# جلال أباد (دشتاب)
جلال أباد (بالفارسية: جلال‌آباد بافت) هي مستوطنة تقع في إيران في قسم دشتاب الريفي.